# Fucoză
Fucoza este o dezoxi-monozaharidă de tip cetoză (mai exact o cetohexoză) și are formula moleculară C6H12O5.